# Complejo Hospitalario Universitario de Vigo
El Complejo Hospitalario Universitario de Vigo, conocido por el acrónimo CHUVI es una institución de salud pública establecida en 2004, dependiente del Servicio Gallego de Salud (SERGAS). Ofrece servicios sanitarios a la población de la ciudad de Vigo y también a la de los municipios de su área de influencia.
El hospital de mayor nivel asistencial, el Hospital Álvaro Cunqueiro, fue inaugurado en 2015, dejando sin funcionamiento al Hospital Xeral.
Además de la asistencia sanitaria, del CHUVI depende la formación sanitaria de la escuela universitaria de enfermería del Meixoeiro, centro adscrito a la Universidad de Vigo.

## Historia
El CHUVI fue creado por el Decreto 95/2004, de 13 de mayo de ese año, que decía en su exposición de motivos:

La creciente complejidad de estas circunstancias, junto con la segmentación de la atención hospitalaria en sus aspectos asistencial, de investigación y de docencia en diversos centros de recogida públicos, aconsejan proceder a un desenvolvimiento organizativo para garantizar una coordinación adecuada de los recursos. 
La nueva organización debe asegurar un crecimiento ordenado de las escuelas públicas, la optimización de recursos, independientemente de su ubicación, la disponibilidad de recursos para todas las unidades y un rendimiento óptimo de los hospitales del SERGAS en Vigo. 
Para asegurar este proceso es necesaria la creación de una estructura organizativa común que permita una coordinación eficaz, teniendo en cuenta la diversidad de los recursos humanos y materiales existentes.

Antes de esta fecha ya hubo dos procesos previos de coordinación. La creación del Complejo Hospitalario Xeral-Cíes, que agrupaba a estos dos hospitales, más el Hospital del Rebullón, además de sus correspondientes centros de especialidades. La creación, por el Decreto 37/2001, del área de servicio compartido de los centros de Xeral-Cíes y Meixoeiro. Que se ordenó al Instituto Gallego de Medicina Técnica (MEDTEC).

## Estructura

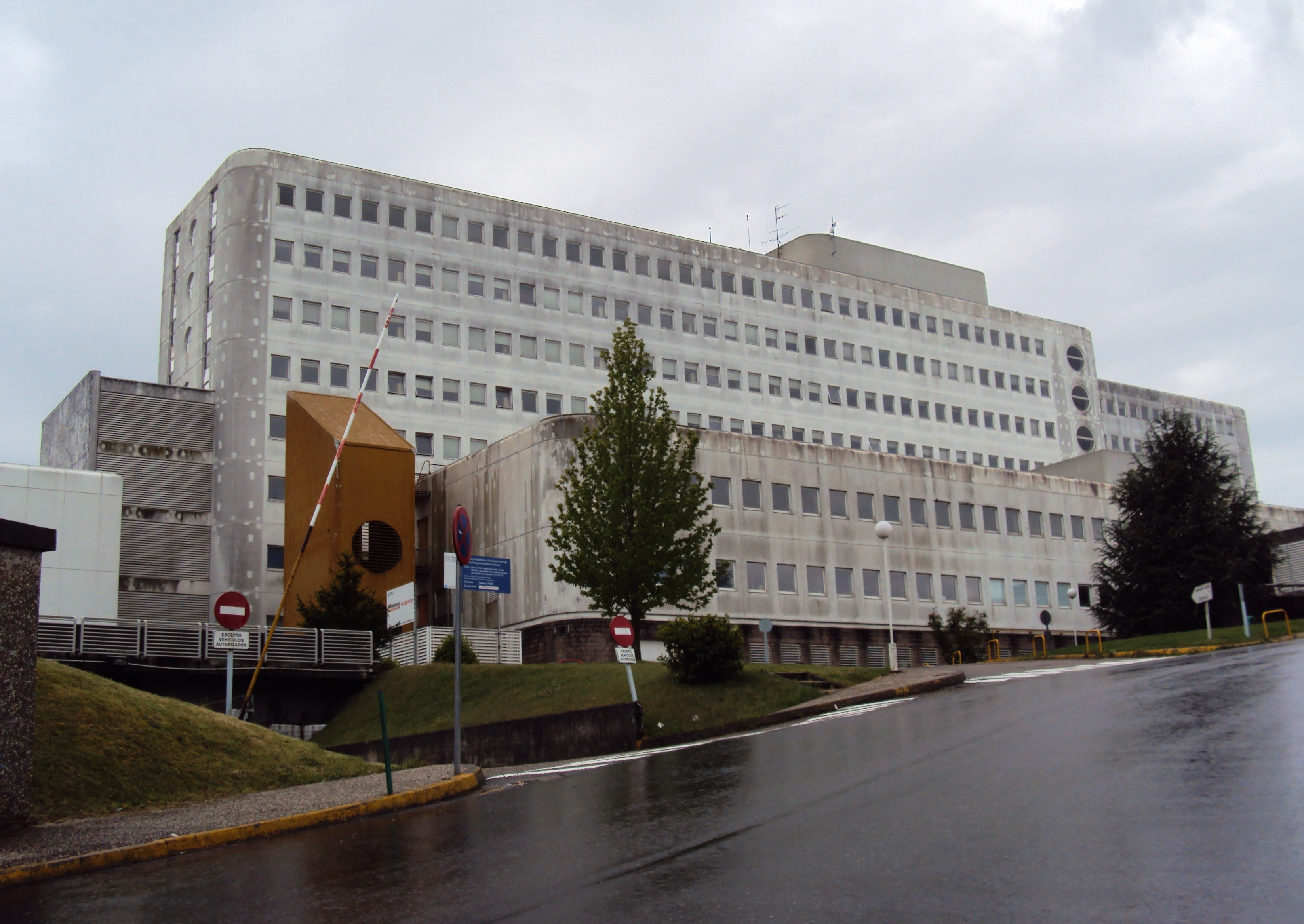
Hospital Meixoeiro.

El CHUVI actualmente está compuesto por:
- Anexo II del antiguo Hospital Xeral.[5]
- Hospital Álvaro Cunqueiro.
- Hospital Meixoeiro.
- Hospital Nicolás Peña.

Desde la reestructuración de 2015, la hospitalización convencional se distribuye entre los hospitales Álvaro Cunqueiro y Meixoeiro. El primero cuenta con 845 camas, de las que 318 corresponden a área médica, 249 a área quirúrgica, 76 a área pediátrica, 57 a área obstétrica, 62 a área psiquiátrica y 82 en el área de cuidados críticos. En el hospital del Meixoeiro existen 347 camas, de las que 224 corresponden a área médica, 120 a área quirúrgica (fundamentalmente cirugía sin ingreso) y 3 al área de cuidados críticos.

## Recursos

### Equipamiento
El Complejo Hospitalario Universitario de Vigo cuenta con diversos equipos tecnológicos, entre las que se encuentran técnicas no invasivas, equipos de hemodiálisis o aparatos de diagnóstico por imagen.
En el año 2017 fue el primer hospital de España y el décimo hospital a nivel europeo en incorporar en sus instalaciones un quirófano híbrido, que posteriormente se extendió a otros hospitales de España.
| Equipo                                       | Abreviatura | Número |
| -------------------------------------------- | ----------- | ------ |
| Tomografía axial computarizada               | TAC         | 5      |
| Resonancia magnética                         | RM          | 5      |
| Gammacámara                                  | GAM         | 3      |
| Sala de hemodinámica                         | HEM         | 3      |
| Equipos de hemodiálisis                      | DIAL        | 57     |
| Litotricia extracorpórea por ondas de choque | LEC         | 0      |
| Bomba de cobalto                             | BCO         | 0      |
| Acelerador de partículas                     | ALI         | 4      |
| Tomografía por emisión de fotones            | SPECT       | 3      |
| Tomografía por emisión de positrones         | PET         | 1      |
| Mamógrafos                                   | MAMOS       | 2      |
| Densitómetros                                | DO          | 1      |
| Angiografía digital                          | ASD         | 2      |

### Gestión de la información
La información de los historiales clínicos de los pacientes se gestiona de modo informatizado dentro de una plataforma integrada y digitalizada. El programa informático encargado de gestionar la información de los pacientes se denomina IANUS, y fue implantado por vez primera en junio de 2006. La doctora Lola Zapata se encargó de la implantación y gestión de la información digitalizada en el Complejo Hospitalario Universitario de Vigo.
El sistema IANUS permite acceder a la información de los pacientes desde cualquier equipo informático del área, así como de todos los centros dependientes del SERGAS. Además, este sistema fue el responsable de la implantación de la receta electrónica en Galicia.

### Investigación
La Fundación Biomédica del Complejo Hospitalario Universitario de Vigo es una entidad sin ánimo de lucro, clasificada de interés sanitario y declarada de interés gallego, bajo el protectorado de la Consellería de Sanidade de la Junta de Galicia, incluida entre las reguladas en la Ley 12/2006, del 1 de diciembre, de fundaciones de interés gallego, cuyo fin es promover la investigación biomédica en el área sanitaria de Vigo.

## Población atendida
El complejo ofrece atención sanitaria pública a casi toda la población del sur de la provincia de Pontevedra. A los municipios de: Arbo, Cangas del Morrazo, Covelo, Crecente, Fornelos de Montes, La Cañiza, Las Nieves, La Guardia, Mondariz, Mondariz-Balneario, Moaña, Mos, Pazos de Borbén, Puenteareas, Porriño, Redondela, O Rosal, Salceda de Caselas, Salvatierra de Miño, Tomiño, Tuy y parte de la población de Vigo.
En 2015, el ayuntamiento de Bueu solicitó adscribirse al área sanitaria de Vigo para ser derivados sus pacientes al Complejo Hospitalario Universitario de Vigo en lugar de al Complejo Hospitalario Universitario de Santiago (CHUS) como sucedía hasta ese momento.
El resto de la población de la zona, excepto para especialidades como tocología o pediatría, es atendida en el hospital privado y concertado de Povisa.
También es un punto de referencia, es decir, que también atiende a los pacientes desde fuera del área asignada a:
- Galicia: Cirugía cardíaca y cardiología intervencionista (libre elección de hospital).

- Provincias de Pontevedra y Ourense: Cirugía torácica y oncología radioterápica.

- Pontevedra: Neurocirugía, cirugía plástica, cirugía pediátrica y medicina nuclear.

- Gran área de Vigo: Psiquiatría y cirugía vascular.

## Premios y reconocimientos
En el año 2005 el pleno del Ayuntamiento de Vigo, decide conceder al Complejo Hospitalario Universitario de Vigo la Medalla de Oro de la ciudad.